# Hildegarde Lasell Watson
Hildegarde Lasell Watson (28 de diciembre de 1888 – 26 de septiembre de 1976) fue una actriz, cantante, escritora y mecenas estadounidense.

## Primeros años
Hildegarde Lasell nació en Whitinsville, Massachusetts, hija de Chester Whitin Lasell y Jessie Maude Keeler Lasell. De joven fue a Florencia a estudiar arte.

## Carrera
Hildegarde Lasell era concertista. "Miss Lasell cantó con refinamiento y cultivo", comentó un crítico en 1936, "es obviamente una seria estudiante del significado y los valores de la música que interpreta". Apareció en los dos cortometrajes vanguardistas de su esposo. Interpretó a Madeline Usher en la película muda de terror The Fall of the House of Usher (1928) y la esposa de Lot en la adaptación biblíca Lot in Sodom (1933). En la década de 1950, convenció al compositor Alec Wilder para que escribiera una banda sonora original para la película de 1928.
Watson fue vicepresidenta de la Rochester Historical Society y escribió la historia de la mansión Woodside de la sociedad en 1962. En 1972 recibió una medalla del Museo y Centro de Ciencias de Rochester, junto a otros galardonados como Robert Jastrow, Roger Tory Peterson y Yousuf Karsh. Sus memorias, The Edge of the Woods: A Memoir (1979), fue publicada póstumamente. También se publicó póstumamente parte de su correspondencia con la poetisa Marianne Moore.

## Vida personal y legado
Hildegarde Lasell se casó con el cineasta, radiólogo y editor literario James Sibley Watson Jr. en 1916. El poeta E. E. Cummings fue ujier en su boda. Tuvieron dos hijos, Michael (1918–2012), que llegó a ser científico y músico, y Jeanne (1921–1991). Hildegarde Lasell Watson murió en 1976, en un hospital en Rochester, Nueva York.
Su viudo donó parte de su colección de arte al The College at Brockport, State University of New York. Los objetos y fotografías relacionados con Watson se encuentran en las colecciones del Rosenbach Museum and Library de Filadelfia, el George Eastman Museum, Universidad Yale, la Biblioteca Pública de Nueva York, y otras instituciones. Un retrato pintado de Hildegarde Lasell de niña, de 1902, se encuentra en la Galería Nacional de Retratos. Una estatua de Watson realizada en 1925 por Gaston Lachaise se encuentra en la colección de la Memorial Art Gallery de Rochester, fundada por su suegra, Emily Sibley Watson; la Memorial Art Gallery también mantiene el Sibley Watson Digital Archive.